# Alain Sikorski
Pour les articles homonymes, voir Sikorski.
Alain Sikorski, né le 3 février 1959 à Liège (province de Liège) et mort le 20 janvier 2025 dans la même ville, est un dessinateur belge de bande dessinée.

## Biographie
Alain Sikorski naît le 3 février 1959 à Liège dans une famille belgo-polonaise. Il passe les seize premières années de sa vie à Téhéran. Après ses études techniques, il accomplit son service militaire en Allemagne avant de débuter une carrière dans la publicité. Il ouvre son propre studio SP Graphic, mais il doit le fermer en 1987.
Il change d'orientation et se tourne vers la bande dessinée pour laquelle il avait déjà réalisé un travail de commande pour Cockerill-Sambre. En 1990, approché par le scénariste Denis Lapière, il reprend la série Tif et Tondu. Sa signature apparaît pour la première fois dans Spirou en 1990. Ensemble, ils réalisent six albums de cette série classique entre 1993 et 1997 publiés aux éditions Dupuis. Par la suite et dans le genre whodunit, Sikorski et Lapière commencent la série La Clé du mystère, dont les dernières pages des albums étaient scellées afin que le lecteur puisse découvrir le coupable lui-même, la série compte cinq albums publiés aux mêmes éditions. En 2007, il succède à Stédo en tant que dessinateur de la série humoristique Garage Isidore dans le journal Spirou jusqu'en 2012. Depuis, il se détourne de la bande dessinée.
Alain Sikorski meurt le 20 janvier 2025 à Liège, à l'âge de 65 ans,,.

### Vie privée
Il résidait à Ouffet,.

## Œuvres

### La Clé du mystère
- 1. Meurtre sous la Manche[13],[14], Dupuis, Marcinelle, juin 2000
Scénario : Denis Lapière - Dessin : Alain Sikorski - Couleurs : quadrichromie -  (ISBN 2-8001-2982-4)
- 2. Sabotage en haute mer, Dupuis, Marcinelle, mai 2001
Scénario : Denis Lapière - Dessin : Alain Sikorski - Couleurs : Scarlett -  (ISBN 2-8001-3094-6)
- 3. @ss@ssin[15] !, Dupuis, Marcinelle, juin 2002
Scénario : Denis Lapière - Dessin : Alain Sikorski - Couleurs : Scarlett -  (ISBN 2-8001-3208-6)
- 4. Mascarades[16], Dupuis, Marcinelle, 13 septembre 2003
Scénario : Denis Lapière et Clarke - Dessin : Alain Sikorski - Couleurs : Scarlett -  (ISBN 2-8001-3345-7)
- 5. La Disparition[17], Dupuis, Marcinelle, mai 2005
Scénario : Denis Lapière et François Maingoval - Dessin : Alain Sikorski - Couleurs : Scarlett -  (ISBN 2-8001-3480-1)

### Garage Isidore
- 12. Place au pro, Dupuis, Marcinelle, juin 2008
Scénario : François Gilson - Dessin : Alain Sikorski - Couleurs : Cerise -  (ISBN 978-2-8001-4024-7)
- 13. Plein pot, Dupuis, Marcinelle, novembre 2009
Scénario : François Gilson - Dessin : Alain Sikorski - Couleurs : Cerise -  (ISBN 978-2-8001-4414-6)
- 14. Rallye en folie[18], Dupuis, Marcinelle, 7 janvier 2011
Scénario : François Gilson - Dessin : Alain Sikorski - Couleurs : Cerise -  (ISBN 978-2-8001-4717-8)

### Collectifs
- Natacha - Spécial 20e anniversaire - Nostalgia, Marsu Productions, Monaco, février 1990
Scénario : collectif - Dessin : collectif dont Alain Sikorski - Couleurs : quadrichromie -  (ISBN 2-907159-04-6),Participation : Hommage à Walthéry.
- 2. Zigs-gags, Planète BD, janvier 1993
Scénario : Mostef - Dessin : collectif dont Alain Sikorski - Couleurs : collectif -  (ISBN 2-909844-02-1)
- Putinkon, le retour[19], P & T Production, 1994
Scénario : Éric Thomas - Dessin : collectif dont Alain Sikorski - Couleurs : collectif -  (ISBN 2-87265-033-4)
- Flash Back[20], Comic! Events, août 1995
Scénario : collectif - Dessin : collectif dont Alain Sikorski - Couleurs : noir et blanc,Ce Flash Back a été réalisé en collaboration avec Bédéciné Illzach et édité à l'occasion du 10e festival BD Coxyde (15 juillet au 6 août 1995) à 1 500 exemplaires numérotés à la main. Rares textes et titres des séries en deux langues : français et flamand. D/1995/6941/06. Format à l'italienne.
- Folklore wallon en bulles[21], Dricot, Bressoux, février 2010
Scénario : collectif - Dessin : collectif dont Alain Sikorski -  (ISBN 978-2-87095-389-1)Présentation de 31 groupes folkloriques par Francis Carin, Michel Constant, Jacques Denoël, Daniel Desorgher, Didgé, Bruno Di Sano, Hachel, Marc Hardy, Antonio Lapone, Claude Laverdure, Malik, Alain Maury, Peral, Michel Pierret, Jean-Claude Servais, Jean-Marc Stalner, Stibane, André Taymans, Georges Van Linthout, Marco Venanzi, Virginie Vertonghen, François Walthéry et Marc Wasterlain.
- Lovely Wheels, C.M. Éditions, avril 2021
Scénario : Christian Mathoul - Dessin : collectif dont Alain Sikorski -  (ISBN 978-2-9602788-0-4),Format à l'italienne.

### Expositions collectives
- Exposition Hommage à Jijé avec Jerry Spring - La Fille du canyon à la Maison de la Bande Dessinée du 10 novembre 2010 au 8 avril 2011[22].

#### Livres
: document utilisé comme source pour la rédaction de cet article.
- Jean Pirotte (dir.) et Luc Courtois, Du régional à l'universel. : L'imaginaire wallon dans la bande dessinée., Louvain-la-Neuve, Fondation wallonne Pierre-Marie et Jean-François Humblet, 1999, 310 p. (ISBN 978-2-9600072-3-7 et 2960007239, OCLC 1075833932), p. 39, 40, 68, 250 lire sur Google Livres
- Jacques Fiérain, « Sikorski, Alain », dans La BD dans les provinces de Liège, Namur et Luxembourg, Charleroi, Éd. l'Âge d'or, 2004, 112 p., ill. ; 31 cm (ISBN 9782960019698, OCLC 470388297, présentation en ligne), p. 95.
- Henri Filippini, « Sikorski, Alain », dans Dictionnaire de la bande dessinée, Paris, Bordas, 2005, 912 p., ill. ; 27 cm (ISBN 9782047299708 et 2047299705, OCLC 1009545288, présentation en ligne), p. 864. .
- Philippe Mellot, Michel Denni, Laurent Turpin et Isabelle Morzadec, Trésors de la bande dessinée : BDM 2021-2022 - Catalogue encyclopédique et Argus, Paris, Les Arènes, novembre 2020, 22e éd., 1700 p., ill. ; 23 cm (ISBN 9791037502582, OCLC 1240308146, présentation en ligne), p. 260, 464, 1051, 1124, 1125, 1392. .

#### Périodiques
- « Dessinateur, c'est pas une vie », Spirou, Dupuis, no 3394,‎ 30 avril 2003, p. 22-25 (ISSN 0771-8071).
- Boris, « Le bioscope : Vous êtes vraiment mon auteur préféré Monsieur Sikorski », Spirou, Dupuis, no 3482,‎ 5 janvier 2005, p. 30 (ISSN 0771-8071).